# Samsula-Spruce Creek
Samsula-Spruce Creek ist  ein census-designated place (CDP) im Volusia County im US-Bundesstaat Florida. Das U.S. Census Bureau hat bei der Volkszählung 2020 eine Einwohnerzahl von 4.877 ermittelt. 

## Geographie
Samsula-Spruce Creek grenzt direkt an die Städte Port Orange und New Smyrna Beach und liegt rund 15 km östlich von DeLand sowie etwa 60 km nördlich von Orlando. Der CDP wird von der Florida State Road 44 durchquert.

## Demographische Daten
Laut der Volkszählung 2010 verteilten sich die damaligen 5047 Einwohner auf 2719 Haushalte. Die Bevölkerungsdichte lag bei 111,9 Einw./km². 96,9 % der Bevölkerung bezeichneten sich als Weiße, 0,7 % als Afroamerikaner, 0,2 % als Indianer und 1,3 % als Asian Americans. 0,4 % gaben die Angehörigkeit zu einer anderen Ethnie und 0,5 % zu mehreren Ethnien an. 2,3 % der Bevölkerung bestand aus Hispanics oder Latinos.
Im Jahr 2010 lebten in 19,2 % aller Haushalte Kinder unter 18 Jahren sowie 43,0 % aller Haushalte Personen mit mindestens 65 Jahren. 72,0 % der Haushalte waren Familienhaushalte (bestehend aus verheirateten Paaren mit oder ohne Nachkommen bzw. einem Elternteil mit Nachkomme). Die durchschnittliche Größe eines Haushalts lag bei 2,30 Personen und die durchschnittliche Familiengröße bei 2,63 Personen.
15,9 % der Bevölkerung waren jünger als 20 Jahre, 13,5 % waren 20 bis 39 Jahre alt, 32,8 % waren 40 bis 59 Jahre alt und 37,6 % waren mindestens 60 Jahre alt. Das mittlere Alter betrug 54 Jahre. 50,8 % der Bevölkerung waren männlich und 49,2 % weiblich.
Das durchschnittliche Jahreseinkommen lag bei 76.860 $, dabei lebten 7,4 % der Bevölkerung unter der Armutsgrenze.
Im Jahr 2000 war Englisch die Muttersprache von 95,16 % der Bevölkerung, spanisch sprachen 2,80 % und 2,04 % hatten eine andere Muttersprache.

## Airpark
Mitten im Ort liegt der Spruce Creek Airport. Er wurde während es Zweiten Weltkriegs als Außenlandeplatz für nahegelegene Militärflugplätze der United States Navy gebaut. Es ist der größte Airpark der Vereinigten Staaten. Mit ihren kleinen Privatflugzeugen können die Bewohner rund um den Cessna-Boulevard von der Landebahn direkt zu ihren Häusern rollen. Mehrere hundert Flugzeuge sind dort stationiert.